# Lacringi

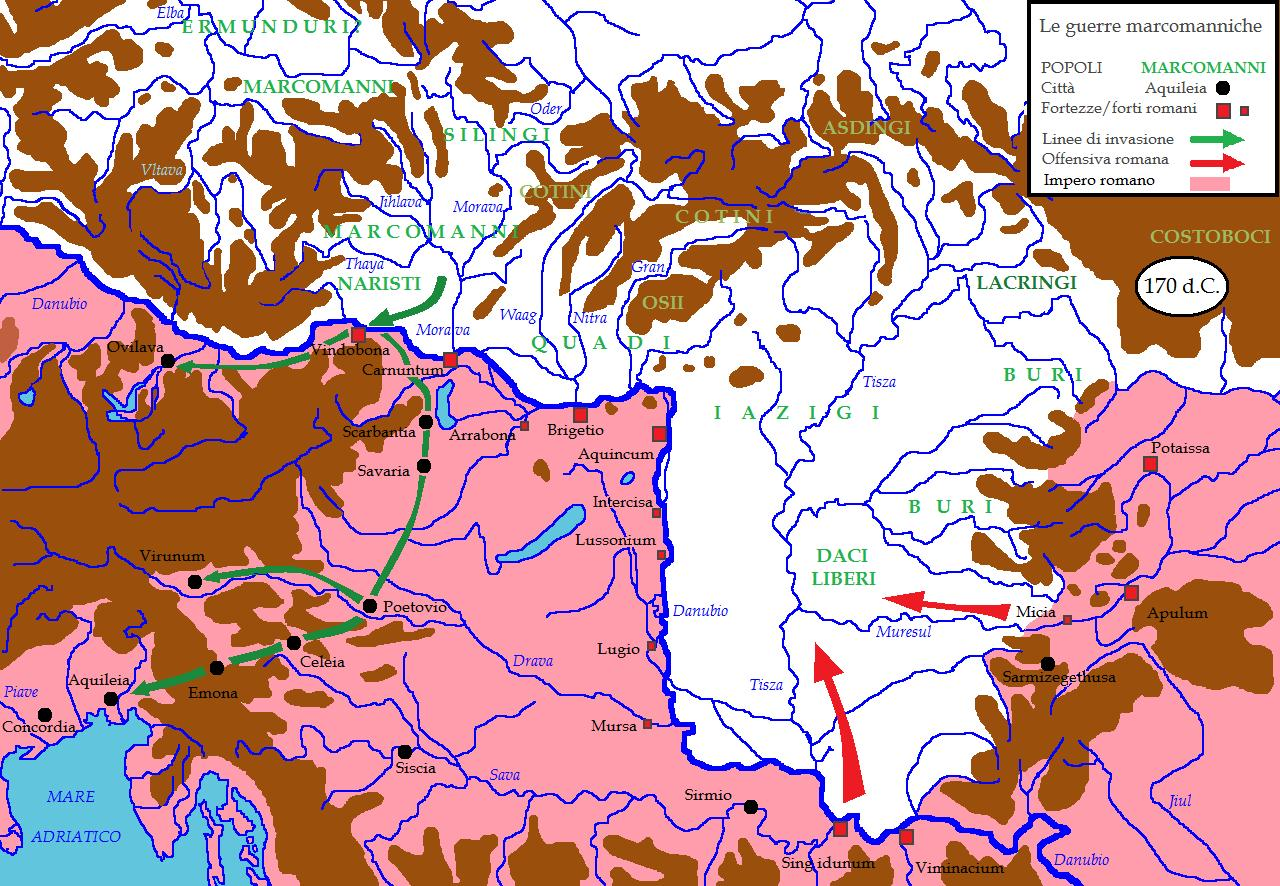
Mappa delle guerre marcomanniche (170 d.C.). Si nota la localizzazione dei Lacringi nella parte superiore destra della cartina.

I Lacringi furono un popolo germanico citato nella storia antica per il loro ruolo nelle guerre di confine condotte lungo il Danubio contro l'imperatore Marco Aurelio.

## Descrizione
Iulius Capitolinus, nel suo Vita di Marcus Antoninus afferma che i Lacringes facevano parte dell'invasione generale del confine danubiano. Cassio Dione parla del loro destino dopo che Marco Aurelio combatté gli invasori, parlando di un punto morto. 
Sono stati stretti alleati dei Vandali Asdingi. Questi ultimi attraversarono il Danubio entrando di nuovo in Dacia con l'obbiettivo di ottenere dall'imperatore nuove terre, ma la loro richiesta fu respinta. Dato che, se avessero dimostrato di essere una minaccia, l'imperatore li avrebbe pagati per farli allontanare, i Vandali Asdingi iniziarono a saccheggiare la Dacia, mossa che minacciò invece i loro vecchi alleati, i Lacringi. Questi ultimi li attaccarono e sconfissero immediatamente, prendendo molta della loro capacità militare, ma la storia fu a lieto fine. L'imperatore Marco Aurelio, colpito dalla loro sconfitta, garantì loro un sostegno economico ed ottenne l'alleanza dei Lacringi con l'Impero romano.